# 385 هـ
385 هـ هي سنة في التقويم الهجري امتدت مقابلةً في التقويم الميلادي بين سنتي 995 و996.

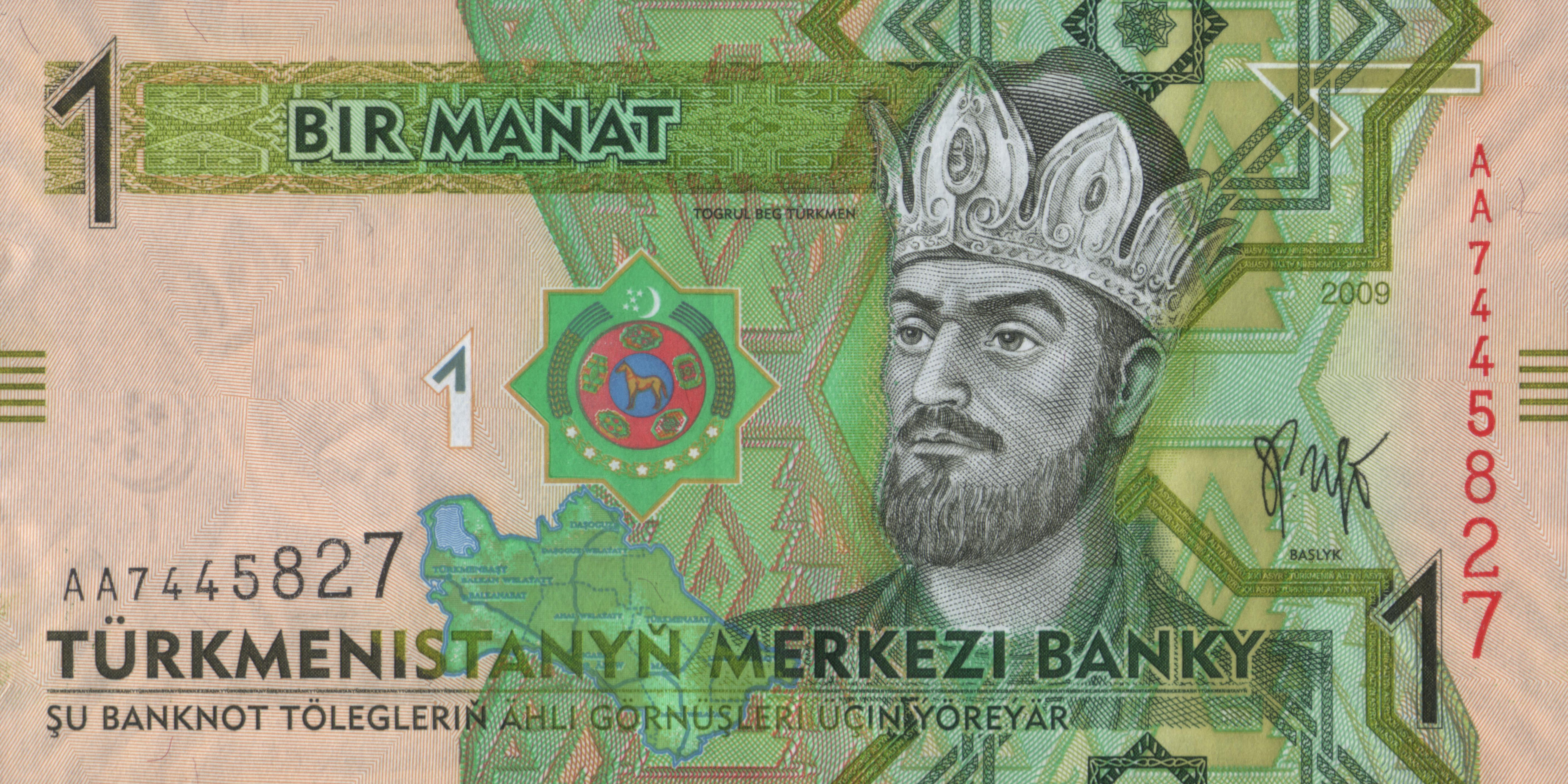
طغرل بك

## مواليد
- طغرل بك
- يحيى المعتلي بالله

## وفيات
- ابن النديم
- ابن سكرة الهاشمي
- الدارقطني
- الصاحب بن عباد
- ابن شاهين
- التلعكبري
- ابن سكرة